# みやま市立清水小学校
みやま市立清水小学校（みやましりつ きよみずしょうがっこう）は、福岡県みやま市瀬高町大草に位置する公立の小学校。

## 概要
歴史
1885年（明治18年）創立の「松田小学校分校」を前身とする。数回の改組・改称を経て、現校名となったのは2007年（平成19年）。2025年（令和7年）に創立140周年を迎える。
学校教育目標
「郷土を愛し、確かな学力と豊かな心を持ち、力強く未来を生き抜く子どもの育成」
校章
桜の花弁をかたどったデザインとなっている。中央に「キ」の文字を円状にして4つ並べて、校名の「水」の文字を囲んで、校名の「清水」（キ4水）を表している。
校歌
作詞は杉本修羅、作曲は武末繁による。歌詞は4番まであり、各番に校名の「清水校」が登場する。
通学区域
「下坂田、大塚、女山、草葉、本吉、朝日、堤、藤ノ尾」地区。中学校区はみやま市立東山中学校。

## 沿革
- 1885年（明治18年）- 「松田小学校分校」が設置される。後に大草に移転の上、「本吉小学校」に改称。
- 1887年（明治20年） 6月 - 小学校令施行により、山門に「尋常山門小学校」が創立。同年、「簡易山門小学校」となる。
- 1889年（明治22年）4月1日 - 町村制施行により、山門郡3村（大草、山門、本吉）が合併の上、清水村が発足。
- 1892年（明治25年）4月 - 「清水尋常小学校」（4年制）となる。
- 1906年（明治39年）4月 - 高等科を併置の上、「清水尋常高等小学校」（尋常科4年・高等科2年）に改称。
- 1907年（明治40年）1月1日 - 山門郡2村（水上・清水）が合併の上、東山村となったことにより、東山村立の小学校となる。
- 1908年（明治41年）4月1日 - 改正小学校令により、尋常科（義務教育年限）が4年制から6年制に改められる。これにより高等科1年を尋常科5年に振り替える。
- 1909年（明治42年）4月1日 - 高等科2年を尋常科6年に振り替える。これにより、高等科は廃止され、「清水尋常小学校」（尋常科6年）に改称。
- 1910年（明治43年）4月1日 - 実業補習学校を附設。
- 1913年（大正2年）6月 - 現在地に移転。
- 1920年（大正9年）4月1日 - 高等科を併置の上、「清水尋常高等小学校」（尋常科6年・高等科2年）に改称。
- 1935年（昭和10年）- 青年学校令施行により、青年学校を併設。
- 1941年（昭和16年）
  - 4月1日 - 国民学校令により、「東山村清水国民学校」に改称。尋常科を初等科に改める。
  - 6月 - 「東山村第二国民学校」に改称。
- 1947年（昭和22年）4月1日 - 学制改革（六・三制の実施）により、国民学校初等科は「東山村立清水小学校」に改組・改称。
- 1953年（昭和28年）- 校歌を制定。
- 1956年（昭和31年）10月1日 - 東山村が瀬高町に合併したため、「瀬高町立清水小学校」に改称。学校給食（D型）を停止。
- 1957年（昭和32年）- 校舎の一部を改築。鉄筋ブロック造2階建て6教室が完成。
- 1958年（昭和33年）- 図書室が完成。
- 1963年（昭和38年）- プールが完成。
- 1965年（昭和40年）- 鉄筋コンクリート造2階建て6教室が完成。給食室を改築。
- 1968年（昭和43年）- 鉄筋コンクリート造新校舎が完成[2]。
- 1978年（昭和53年）- 屋内運動場が完成。
- 1986年（昭和61年）- 創立100周年記念式典を挙行。
- 1989年（平成元年）- 3階建て北校舎を改築。
- 2005年（平成17年）4月 - 特別支援学級「ひまわり学級」を設置。
- 2007年（平成19年）1月29日 - 3町合併により、みやま市が発足したため、「みやま市立清水小学校」（現在名）に改称。
- 2009年（平成21年）- カンボジア青年研修団を受け入れる。

## 交通アクセス
最寄りの鉄道駅
- JR九州 鹿児島本線 「瀬高駅」

最寄りのバス停留所
- みやま市コミュニティバス 「本吉」停留所

最寄りの幹線道路
- 福岡県道774号飯江長田線
- 福岡県道775号本吉小川線
- 九州自動車道（高速道路）「みやま柳川IC」

## 周辺
- 清水公民館
- 清水運動公園

## 参考資料
- 「瀬高町誌」（1974年（昭和49年）6月10日発行, 瀬高町）p.260～p.263（清水小学校）
- 「みやま市史 通史編 下巻」（2020年（令和2年）3月発行, みやま市）- p.654～p.655